# 斯查伯格 (阿肯色州)
斯查伯格（英語：Schaberg）是位於美國阿肯色州克勞福德縣的一個鬼鎮。

## 地理
斯查伯格所處的海拔為高於海平面332米（即1089英呎），而該地所採用的時區為UTC-6，即北美中部時區（CST）。同時該地設有夏令時間，為UTC-6調快一小時，即UTC-5（CDT）。